# The Spell of Iron MMXI
The Spell of Iron MMXI è il nono album in studio del gruppo musicale heavy metal finlandese Tarot, pubblicato nel 2011 dalla King Foo Entertainment.
Si tratta di una riproposizione dell'album Spell of Iron (1986), in occasione del venticinquennale dall'uscita della versione originale.

## Tracce
1. Midwinter Nights - 4:15
2. Dancing on the Wire - 3:34
3. Back in the Fire - 4:58
4. Love's Not Made for My Kind - 6:20
5. Never Forever - 2:50
6. The Spell of Iron - 4:38
7. De Mortui Nil Nisi Bene - 3:35
8. Pharao - 3:26
9. Wings of Darkness - 3:27
10. Things That Crawl at Night - 5:03
11. I Walk Forever (Bonus Track - Live with Choir @ Ruisrock 2010) - 5:26

## Formazione
- Marco Hietala – voce, basso, chitarra acustica
- Zachary Hietala – chitarre
- Janne Tolsa – tastiere
- Pecu Cinnari – batteria
- Tommi Salmela – samples, voce, cori